# Sandboaormar
Sandboaormar (Eryx) är ett släkte av ormar som ingår i familjen boaormar (Boidae).
Flera arter som Eryx miliaris blir bara omkring 50 cm långa och Eryx johnii är med en längd av cirka en meter störst i släktet. Svansen är påfallande kort och huvudet är ungefär lika bred som bålen. Sandboaormar har små ögon som inte ligger på huvudets sidor utan mer på toppen. Kroppens färg är mer eller mindre bra anpassad till jorden i levnadsområdet. Vanligen finns mönster i brun, gul, orange och rödaktig.
Med Europeisk sandboa (Eryx jaculus) ingår den enda europeiska boaormen i släktet. De andra arterna hittas i östra Afrika, i Mellanöstern och fram till Pakistan. När arterna som ingår i släktet/undersläktet Gongylophis räknas med så finns de även i Indien och Sri Lanka. Sandboaormar förekommer i torra landskap och de gömmer sig ofta i självgrävda underjordiska bon. De jagar små gnagare och andra mindre ryggradsdjur.

## Taxonomi
Arter enligt Catalogue of Life:
- Eryx borrii
- Eryx elegans
- Europeisk sandboa (Eryx jaculus)
- Eryx jayakari
- Eryx johnii
- Eryx miliaris
- Eryx somalicus
- Eryx tataricus
- Eryx whitakeri

The Reptile Database listar ytterligare tre arter. De ingår enligt en annan taxonomi i släktet Gongylophis.
- Kenyansk sandboa (Eryx colubrinus)
- Eryx conicus
- Eryx muelleri